# Mo (kana)

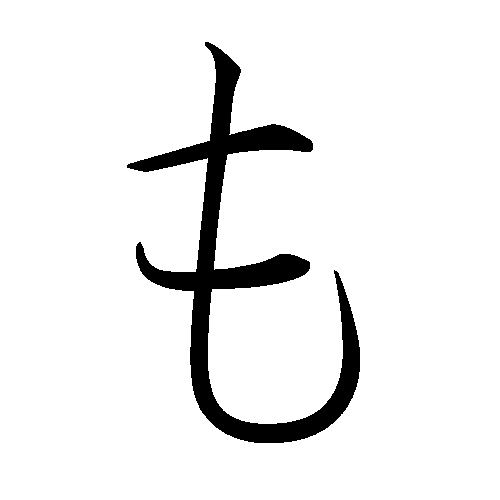
Mo w hiraganie

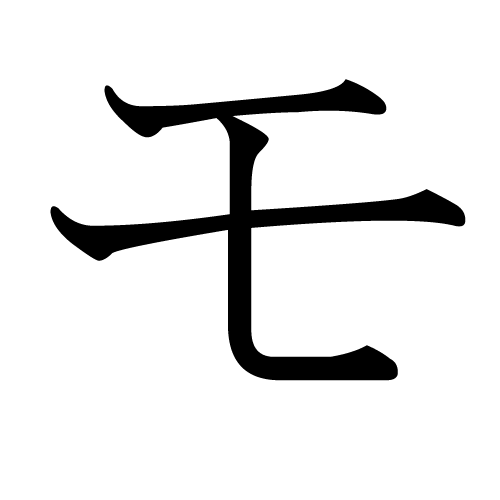
Mo w katakanie

Mo – trzydziesty piąty znak japońskich sylabariuszy hiragana (も) i katakana (モ). Reprezentuje on sylabę mo. Pochodzi bezpośrednio od znaku 毛.